# دانييل موريرا
دانييل موريرا (بالفرنسية: Daniel Moreira)‏ (مواليد 8 أغسطس 1977 في مابوج - فرنسا) لاعب كرة قدم فرنسي يلعب حاليا لصالح نادي الدرجة الأولى بولوني الفرنسي منذ 2009 في مركز المهاجم .

## روابط خارجية
- دانييل موريرا على موقع قاعدة بيانات كرة القدم.إي يو (الإنجليزية)
- دانييل موريرا على موقع ناشيونال فوتبول تيمز (الإنجليزية)
- دانييل موريرا على موقع Soccerbase.com (لاعب) (الإنجليزية)
- دانييل موريرا على موقع كووورة